# Consonne fricative post-alvéolaire voisée
Cet article court présente un sujet plus développé dans : consonne post-alvéolaire.
Une consonne fricative post-alvéolaire voisée désigne, en phonétique articulatoire, une consonne de mode d'articulation fricatif et de phonation voisée dont le lieu d'articulation se situe au niveau de la jonction entre les alvéoles de la mâchoire supérieure et le palais dur. Il en existe plusieurs types distingués par la forme prise par le corps de la langue lors de l'articulation.
| API | Description                        | Exemple  | Exemple     | Exemple | Exemple       |
| --- | ---------------------------------- | -------- | ----------- | ------- | ------------- |
| API | Description                        | Langue   | Orthographe | API     | Signification |
| ʒ   | Fricative palato-alvéolaire voisée | Français | jeu         | ['ʒø]   |               |
| ʑ   | Fricative alvéolo-palatale voisée  | Polonais | źle         | [ʑlɛ]   | mal           |
| ʐ   | Fricative rétroflexe voisée        | Mandarin | 人          | [ʐə51n] | personne      |